# GPT Store
La GPT Store es una plataforma accesible, desarrollada por OpenAI, que permite a usuarios y desarrolladores, crear publicar y monetizar GPTs sin necesidad de conocimientos avanzados de programación. Los GPTs son aplicaciones personalizadas de su inteligencia artificial ChatGPT.

## Historia
La GPT Store fue anunciada en octubre de 2023 y se estrenó en enero de 2024, con el objetivo, según OpenIA, de democratizar el acceso a la inteligencia artificial avanzada y permitir a los usuarios crear sus propias aplicaciones de chatbot de manera sencilla y eficiente. La plataforma rápidamente atrajo la atención de desarrolladores y empresas por su potencial de innovación y monetización. Inicialmente sólo era accesible a los clientes de la versión de pago del servicio pero en mayo de 2024 se eliminó esa restricción y su acceso es ahora gratuito.

## Características
GPT Store permite a los usuarios crear y Personalizar Chatbots llamados GPTs que se adapten  a sus necesidades específicas, desde atención al cliente, asistentes personales, creación y edición de vídeos e imágenes y mucho más. Los GPTs están organizados por categorías como por ejemplo: Programación, educación y investigación entre otras muchas.La plataforma está diseñada para ser fácil de usar, con herramientas intuitivas que no requieren conocimientos técnicos avanzados.
Los creadores de GPTs podrán monetizar sus aplicaciones en un futuro, a través de diferentes modelos de negocio, incluyendo suscripciones y pagos por uso.Al igual que en otras tiendas como la App Store de Apple o Google Play, GPT Store también permite a los usuarios valorar mediante estrellas los GPTs.

## Controversia
A pesar de su éxito inicial, GPT Store ha recibido críticas relacionadas con supuestas violaciones de derechos de autor. Algunos usuarios y empresas han planteado preocupaciones sobre el uso de contenido generado por IA que puede infringir derechos de propiedad intelectual. Un ejemplo es un maestro que afirma que algunos estudiantes crean GPTs para que sus compañeros accedan a contenido de libros protegidos por derechos de autor.